# 1984年ロサンゼルスオリンピックのコートジボワール選手団
1984年ロサンゼルスオリンピックのコートジボワール選手団（1984ねんロサンゼルスオリンピックのコートジボワールせんしゅだん）は、1984年7月28日から8月12日にかけてアメリカ合衆国のロサンゼルスで開催された1984年ロサンゼルスオリンピックのコートジボワール選手団、およびその競技結果。

## 概要
今大会は銀メダル1個、合計1個のメダルを獲得した。
陸上男子400mでガブリエル・ティアコーが銀メダルを獲得、コートジボワールにオリンピック初メダルをもたらした。

## メダル
| メダル | 選手名                 | 競技 | 種目     |
| ------ | ---------------------- | ---- | -------- |
| 銀     | ガブリエル・ティアコー | 陸上 | 男子400m |